# Arapongas
Arapongas es un municipio brasileño del estado de Paraná. Localizado en la Mesorregião del Norte Céntrico Paranaense, forma parte de la Región Metropolitana de Londinense desde 11 de julio de 2013. Fundado en 10 de octubre de 1947, su población estimada en 2015 es de 115 412 habitantes (IBGE).

## Historia
Situado en la región del Norte de Paraná, nació por iniciativa de la Compañía de Tierras Norte de Paraná, pionera en el povoamento de la región. Así como las ciudades fundadas por la compañía, tuvo todo su desarrollo basado en un plano director. Su idealizador y fundador fue William de Fonseca Brabason Davids, director de la Compañía de Tierras Norte de Paraná, que en la época de la fundación de Arapongas ejercía el cargo de Alcalde Municipal de Londinense. El año de 1935, el comerciante francés Renê Cellot y su hija Geanine Cellot compraron los primeros lotes de terrenos, destinados a la construcción urbana. Así, en 28 de septiembre de 1935, Renê Cellot y su hija se establecieron con una casa comercial en el mismo local donde aún hoy se encuentra el edificio del Banco Bradesco S/A (antiguamente denominado Banco Brasileño de Descuentos S/A), en la av. Arapongas. El mismo año fue abierto y vendido el primer lote agrícola al agricultor brasileño Floriano Freire. Inmediatamente, diversos otros lavradores, de diferentes nacionalidades, fijaron residencia en el lugar y se establecían con casas de comercio. 
Los años siguientes fueron pobladas las glebas destinadas a las Colonias formadas por inmigrantes japoneses y eslavos, surgiendo, así, en 1937, las Colonias Esperanza y Orle ya pobladas, que mucho contribuyeron para el progreso y expansión del nuevo patrimonio. 
Arapongas continuó a formar parte del territorio del municipio de Londinense hasta el año de 1943, cuando fue creado el municipio de Rolândia, al cual pasó a pertenecer, ya ahora como distrito judicial, creado por la Ley n.º 199 de 30 de diciembre de 1943, que aprobó la nueva división administrativa de Paraná, para vigorar en el quinquenio 1943-1947. Debido a falta de transportes, el distrito crecía vagarosamente, ese problema aún más se agravó en el transcurso de las restricciones motivadas por la Segunda Guerra Mundial. En esas condiciones, hasta el año de 1945, la sede distrital poseía unas 600 casas y era servida por la entonces Carretera de Hierro São Paulo-Paraná, que inmediatamente después fue incorporada, pasando a integrar el patrimonio de la Red de Viação Paraná - Santa Catarina. No obstante, el pueblo de Arapongas continuó a luchar bravamente por su progreso y solaz, llegando a constituir una entidad con la designación de la Sociedad de los Amigos de Arapongas, para pugnar por su autonomía, progreso y desarrollo. Y fue así que, en virtud de esos esfuerzos, el Gobierno Provincial, por la ley n.º 2 de 10 de octubre de 1947, creaba el municipio de Arapongas desglosándolo de Rolândia y elevando su sede a la categoría de ciudad. 
Aquella época, el municipio poseía un área total de 2007 kilómetros cuadrados y se componía de los distritos administrativos de la sede municipal, Astorga y Sabáudia. 
Pocos días después de la publicación de la Ley n.º 2 de 10 de octubre de 1947, fue empossado en el cargo de Alcalde interino José Simonetti que permaneció hasta la posesión del primer alcalde electo, Júlio Junqueira, en 9 de noviembre de 1947, por una coligação de partidos de la oposición. La posesión de Júlio Junqueira se realizó treinta días después de la elección. 
El primer alcalde enfrentó varios problemas políticos siendo, inclusive, cassado su mandato, de que se libró a través de una hábil maniobra política. En 16 de enero de 1948 fue instalada la comarca, creada poco antes, en la categoría de primera entrância, siendo que dos años después fue elevada directamente a la categoría de tercera entrância. El primer Juez de Derecho fue Ismael Dorneles de Freitas, y el primer fiscal Público fue Marcolino Leche de Paula y Silva. En 22 de julio de 1951 fue elegido Alcalde Municipal João Cernichiaro, que como su antecesor luchó con graves problemas de orden política. Aun así, Arapongas continuó progresando. En ese periodo fue iniciado el calçamento de los logradouros de la ciudad; construido el conjunto del Paço Municipal; abiertas diversas carreteras y creadas numerosas escuelas municipales. 
Por dos veces tuvo João Cernichiaro decretada la cassação de su mandato, y por dos veces dos Presidentes de la Cámara Municipal intentaron asumir las funciones del Alcalde Municipal, solamente no consiguiéndolo debido a la intrepidez y a la bravura del Alcalde que resistió hasta por la fuerza a las maniobras de Cámara Municipal. Finalmente, recurriendo al ejemplar superior, João Cernichiaro tuvo ganancia de causa, continuando en el poder hasta el fin de su mandato. En 1952, El primer periódico de la ciudad  Comarca de Arapongas' fue inaugurado por Ennio Prosdocimi . Arapongas perdió el territorio del distrito de Astorga, que fue desglosado y transformado en municipio autónomo. La medida puesta en práctica por el Gobierno del estado no tuvo buena repercusión, tanto así que de los veinte concejales con asiento en la Cámara Municipal, cinco renunciaron a su mandato, en señal de protesta. En 1954, el municipio sufrió nuevo desmembramento, con la creación de la municipalidade de Sabáudia, territorio del antiguo distrito del mismo nombre. Con más esa pérdida, la comuna reducida al área del distrito y sede municipal.
En que pesen las pérdidas territoriales, Arapongas acabó por demostrar un dinamismo empresarial por encima de la media de la región, viniendo a desarrollar un extenso parque industrial moveleiro y de brindes, siendo hoy un importante polo de producción de móviles para el resto del Sur de Brasil. Esto se dio después de los años 70, cuando el súbito colapso de la cultura del café en el norte de Paraná debido las fuertes geadas obligó las ciudades de la región la buscar nuevas bases económicas. La industria de móviles de bajo coste, especialmente de tapizados, luego se reveló un camino con gran potencial de ampliación de consumo, lo que generó una proliferação de empresas en un bien proyectado (y pionero en la región) parque industrial. En ese sector, el polo de Arapongas acabó rivalizando con la industria moveleira de Curitiba, esta más tradicional pero muy basada en la marcenaria artesanal y por lo tanto, menos competitiva. Este proceso de industrialización está en la base del crecimiento poblacional y económico de la ciudad, que viene gradualmente sofisticando sus sectores comerciales y de servicios, ocupando posición virtualmente equivalente la Apucarana en la región.

## Geografía

### Clima
Subtropical Húmedo Mesotérmico, veranos calientes con tendencia de concentración de las lluvias (temperatura media superior a 22 °C), inviernos con geadas poco frecuentes (temperatura media inferior a 18 °C), sin estación seca definida.

### Relieve
- Relieve predominantemente plano con ligeras elevaciones.
- Ríos: Ribeirão Pirapó, Córrego Lageado, Ribeirão Tres Bocas, Córrego de los Apretados, Cuenca de los Bandeirantes.

### Demografía
Entre 2000 y 2010, la población de Arapongas creció a una tasa media anual del 2,00%, mientras en Brasil fue del 1,17%, en el mismo periodo. En esta década, la tasa de urbanización del municipio pasó del 95,74% para 97,79%. En 2010 vivían, en el municipio, 104.150 personas.
Entre 1991 y 2000, la población del municipio creció a una tasa media anual del 3,16%. En la UF, esta tasa fue del 1,39%, mientras en Brasil fue del 1,63%, en el mismo periodo. En la década, la tasa de urbanización del municipio pasó del 92,98% para 95,74%.
Entre 2000 y 2010, la razón de dependencia en el municipio pasó del 47,22% para 41,23% y la tasa de envelhecimento, del 6,16% para 8,09%.
- Población económicamente activa de Arapongas: 57.754 (55,45%) (IBGE – Censo Demográfico 2010).

| Etnia                | Porcentaje |
| -------------------- | ---------- |
| Blanca               | 75,6%      |
| Parda                | 19,9%      |
| Negra                | 2,92%      |
| Amarilla             | 1,35%      |
| Indígena             | 0,09%      |
| Fuente: IPARDES 2010 |            |

### Trópico de Capricórnio

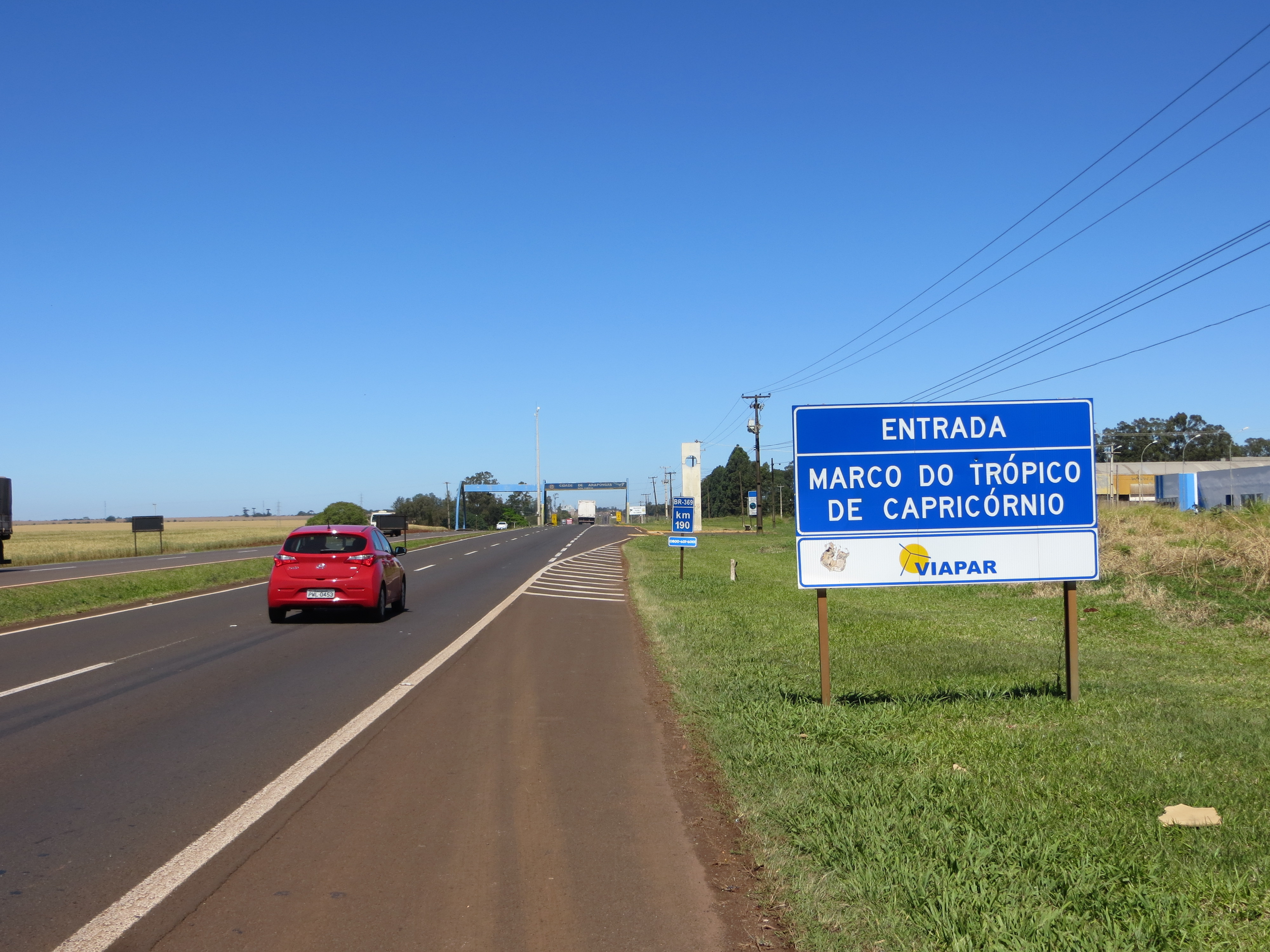
Marco del Trópico de Capricórnio

El Trópico de Capricórnio es un paralelo situado al sur del equador y su línea imaginaria corta el territorio de Arapongas, en la BR-369, salida para Apucarana. En el local existe una estructura compuesta de acostamentos y un marco, donde los viajeros de las más diferentes partes de Brasil y de Sudamérica acostumbran parar para registrar su pasaje por el local, a través de fotos y vídeos, o por mera curiosidad.

## Infraestructura

### Educación
Actualmente, la ciudad tiene en total, 25 escuelas municipales, 14 colegios provinciales, 16 centros educacionales infantiles, 12 centros particulares de enseñanza, y 3 universidades.
En consonancia con el ENEM 1500, el Colegio Prisma es la escuela del municipio más bien posicionada con la nota de 25,83, siendo a 758 en la clasificación general de Paraná.

### Primera Escuela
El Grupo Escolar Marquês de Caravelas, antiguo Grupo Escolar de Arapongas, fue fundado el año de 1943, antes aún de la Ciudad de Arapongas ser creada, en el gobierno del Alcalde Miguel Blasi, de Londinense y del gobernador del estado Moysés Lupion. Fue construido gracias a los esfuerzos de los pioneros, como los señores: Antônio Garcez Novaes, Deodato Antero Francia y otros que se organizaron angariando materiales, además de la mano-de-obra hecha por los habitantes de la vila.

### Educación Especial
CAE "Centro de Atención y Especialización a los Deficientes Visuales y Auditivos".Funciona dentro del Colegio Provincial Marquês de Caravelas un Centro de Especialización a los alumnos con Deficiencia Auditiva y Visual. Allá ellos desarrollan proyectos de inclusión y superación de límites.

### Enseñanza Superior
Arapongas cuenta con tres facultades: una pública y dos particulares
- UAB - Universidad Abierta de Brasil
- Unopar - Universidad Norte de Paraná
- Cesumar - Centro Universitario de Maringá

## Transportes

### Rodoviário
| CARRETERAS QUE PASAN POR ARAPONGAS |                                                                |
| PR-218                             | Sabáudia » Arapongas                                           |
| BR-369                             | Apucarana » Arapongas » Londinense                             |
| PR-444                             | Plaza de Pedágio de Arapongas » Plaza de Pedágio de Mandaguari |

### Aeroviário
El Aeropuerto Alberto Bertelli, conocido como, Aeropuerto de Arapongas (IATA:APX - ICAO: SSOG) es un Aeropuerto Público administrado por el Ayuntamiento Municipal de Arapongas, con hasta 200 pousos y despegues por mes.
El aeropuerto está localizado a 5 km, a noroeste del centro de la ciudad Arapongas.
Actualmente no hay vuelos programados que operan en este aeropuerto de compañías aéreas.

### Flota
En 2015 la flota de Arapongas es la décima primera mayor del estado, con 76.056 vehículos (posición de septiembre de 2015).

## Cultura

### Teatros
Los teatros más importantes son:
- Cine Teatro Maua;
- Teatro Vianinha;
- Teatro Hideo Mihara - Colegio Marquês de Caravelas;

### Cines
Los más importantes:
- Cine Mauá
- Cine Gracher (una sala 3D y dos salas digitales en formato Stadium)- Havan Arapongas;

### Museos
El Museo de Arte e Historia de Arapongas, localizado en un edificio histórico, que abrigó de 1955 a 2010, la administración municipal, el MAHRA cuenta la historia de Arapongas a través de sus fotos y documentos que forman parte de un rico acervo histórico que ahora está accesible a la población. El museo también será local para grandes exposiciones de artistas locales e invitados de otras regiones.

## Deporte
El Estadio Municipal José Luís Chiapin es un estadio de fútbol con capacidad de 20.000 personas. Conocido como Estadio de los Pájaros, debido al enorme flujo de pájaros en la ciudad, y por la propia ciudad tener la alcunha de Ciudad de los Pájaros, es la casa del Arapongas Deporte Club, pasó por una remodelação en abril de 2009, para juegos del Arapongas en la División de Acceso del Campeonato Paranaense de Fútbol.
La ciudad de Arapongas posee uno clube en el Campeonato Paranaense de Fútbol, el Arapongas Deporte Club. En el pasado hubo también otros, como el Arapongas Fútbol Club y la Asociación Atlética Arapongas.

## Economía
| Composición del PIB                                           | Valor (en R$1000) |
| ------------------------------------------------------------- | ----------------- |
| Valor añadido en la agropecuaria                              | 50 334            |
| Valor añadido en la industria                                 | 785 596           |
| Valor añadido en el servicio                                  | 1 084 487         |
| Impuestos sobre productos líquidos de subsidios               | 237 468           |
| Total del PIB a precio de mercado corriente                   | 2 157 884         |
| PIB per cápita                                                | 22 269,52         |
| Fuente: IBGE, Producto interior bruto de los Municipios 2012. |                   |

Su economía es una de las que más crece en el estado, consecuencia, principalmente, en la agricultura y en el sector moveleiro, visto que la ciudad es el segundo mayor polo de esas actividades en el país.
Arapongas atrajo nuevos comercios y empresas de otros segmentos por su economía, varias empresas tuvo interés en el municipio, un ejemplo es la Havan, la tienda está localizada en la BR 369, s/n, contó con inversión de R$ 35 millones y generó 200 empleos directos en la ciudad y región; en el Local fue hecho un cine con una sala 3D y dos salas digitales en formato Stadium por la empresa Cine Gracher. La ciudad recibió dos franquicias fast-food de la red Subway; una dentro de la tienda Havan y otra en el centro.El Madero Container se instaló en Arapongas anexionó la Havan y en total fueron invertidos R$1,5 millón en la unidad que atiende 5 mil personas al mes.
Actualmente Arapongas, cuenta con una fuerte economía, en 2007, creció cerca de 10,3%, mientras lo Brasil creció en la media del 5%, ese colossal desarrollo es proveniente principalmente de la agricultura y de su polo moveleiro que es el segundo mayor de Brasil, la previsión es que Arapongas alcance el nivel que hoy se encuentra su ciudad vecina Apucarana el año de 2015 y lo de Londinense en 2028, su rápido crecimiento a hace una de las ciudades que más crecen en el estado.

## Hijos ilustres
- Tony Ramos - actor
- Chico Rey & Paraná- músicos
- Itamar Assumpção- músico
- Luciano Pagliarini - ciclista
- Val Marchiori - socialite
- Roger Carvalho - futbolista
- Wilson Aparecido Xavier Júnior - futbolista
- Marcelo del Nacimiento Moscatelli - futbolista